# WTA Elite Trophy 2018
Il WTA Elite Trophy 2018 è stato un torneo di tennis femminile facente parte del WTA Tour 2018. È stata la quarta edizione del torneo che si è giocato all'Hengqin International Tennis Center di Zhuhai, in Cina, sui campi in cemento al coperto, dal 30 ottobre al 4 novembre 2018.

## Format del torneo
Il torneo singolare è composto da dodici giocatrici, di cui una wild card, divise in quattro gruppi con la formula del round robin. Vi partecipano le giocatrici che si sono classificate dalla nona alla diciannovesima posizione del ranking. Le vincitrici di ogni gruppo avanzano alle semifinale, le cui vincitrici avanzano alla finale. Per il torneo di doppio le sei coppie vengono divise in due gruppi e le vincitrici di ogni gruppo si affrontano nella finale.

## Punti e montepremi
Il montepremi del WTA Elite Trophy 2018 ammonta a 2 349 363$.
| Fase                      | Singolare      | Singolare | Doppio        | Doppio |
| Fase                      | Montepremi     | Punti     | Montepremi    | Punti  |
| ------------------------- | -------------- | --------- | ------------- | ------ |
| Campionessa/e             | RR1 + 478 200$ | RR + 460  | RR1 + 20 000$ | N.D.   |
| Finale                    | RR + 160 000$  | RR + 200  | RR1 + 10 000$ | N.D.   |
| Semifinale                | RR + 17 000$   | RR        | N.D.          | N.D.   |
| Round Robin per vittoria  | 76 300$        | 1202      | 5000$         | N.D.   |
| Round Robin per sconfitta | N.D.           | 402       | N.D.          | N.D.   |
| Partecipazione            | 42 500         | N.D.      | 15 000$       | N.D.   |
| Alternate                 | 10 000$        | N.D.      | N.D.          | N.D.   |

*1 Vittorie e punti guadagnati nel round robin.

*2 Le wildcard guadagnano 80 punti per ogni vittoria e 0 punti per ogni sconfitta nel round robin.

## Qualificate

### Singolare
| Teste di serie | Giocatrice           | Punti | Tornei |
| -------------- | -------------------- | ----- | ------ |
| 1              | Daria Kasatkina      | 3.315 | 25     |
| 2              | Anastasija Sevastova | 3.185 | 22     |
| 3              | Aryna Sabalenka      | 3.145 | 26     |
| 4              | Elise Mertens        | 3.065 | 22     |
| 5              | Julia Görges         | 2.995 | 23     |
| 6              | Madison Keys         | 2.817 | 15     |
| 7              | Garbiñe Muguruza     | 2.725 | 22     |
| 8              | Caroline Garcia      | 2.600 | 22     |
| 9              | Ashleigh Barty       | 2.420 | 20     |
| 10             | Anett Kontaveit      | 2.375 | 23     |
| 11             | Wang Qiang           | 2.155 | 22     |
| 12             | Zhang Shuai [WC]     | 1.370 | 27     |

### Doppio
| Teste di serie | Giocatrici                           | Ranking |
| -------------- | ------------------------------------ | ------- |
| 1              | Mihaela Buzărnescu / Alicja Rosolska | 53      |
| 2              | Miyu Katō / Makoto Ninomiya          | 65      |
| 3              | Ljudmyla Kičenok / Nadežda Kičenok   | 72      |
| 4              | Shūko Aoyama / Lidzija Marozava      | 142     |
| 5              | Jiang Xinyu / Yang Zhaoxuan          | [WC]    |
| 6              | Xun Fangying / Tang Qianhui          | [WC]    |

## Campionesse

### Singolare
Ashleigh Barty ha battuto in finale  Wang Qiang con il punteggio di 6-3, 6-4.
- È il terzo titolo in carriera per Barty, il secondo della stagione.

### Doppio
Ljudmyla Kičenok /  Nadežda Kičenok hanno battuto in finale  Shūko Aoyama /  Lidzija Marozava con il punteggio di 6-4, 3-6, [10-7].